# Searching for Adam
Searching for Adam ist ein Jazzalbum von Rodrigo Amado, Taylor Ho Bynum, John Hébert und Gerald Cleaver. Die am 20. September 2008 in den Namouche Studios, Lissabon, entstandenen Aufnahmen erschienen im Jahr 2010 auf Not Two Records.

## Hintergrund
Neben dem Trio-Format lag Amado auch die klassische, an Ornette Coleman angelehnte Quartett-Konfiguration sehr am Herzen, notierte João Esteves da Silva. Er verwendete sie erstmals 2006 auf Spiritualized, wo sich seinem Kollektiv Lisbon Improvisation Players der Trompeter Dennis González anschloss. Seine zweite Version, Searching for Adam, stellte Amados ersten Versuch dar, eine internationale Band zusammenzustellen, mit dem Trompeter/Kornettisten Taylor Ho Bynum, dem Bassisten John Hébert und dem Schlagzeuger Gerald Cleaver. Die drei Musiker hatten anschließend das Album Book of Three – Continuum (2023) vorgelegt.

## Titelliste
- Rodrigo Amado, Taylor Ho Bynum, John Hébert & Gerald Cleaver: Searching for Adam (Not Two Records MW 837-2)[2]

1. Newman’s Informer 8:32
2. Waiting for Andy 21:08
3. Renee, Lost in Music 11:01
4. Sunday Break 4:40
5. Pick Up Spot 2:51
6. 4th Avenue, Adam’s Block 13:39

Die Kompositionen stammen von Rodrigo Amado, Taylor Ho Bynum, John Hébert und Gerald Cleaver.

## Rezeption

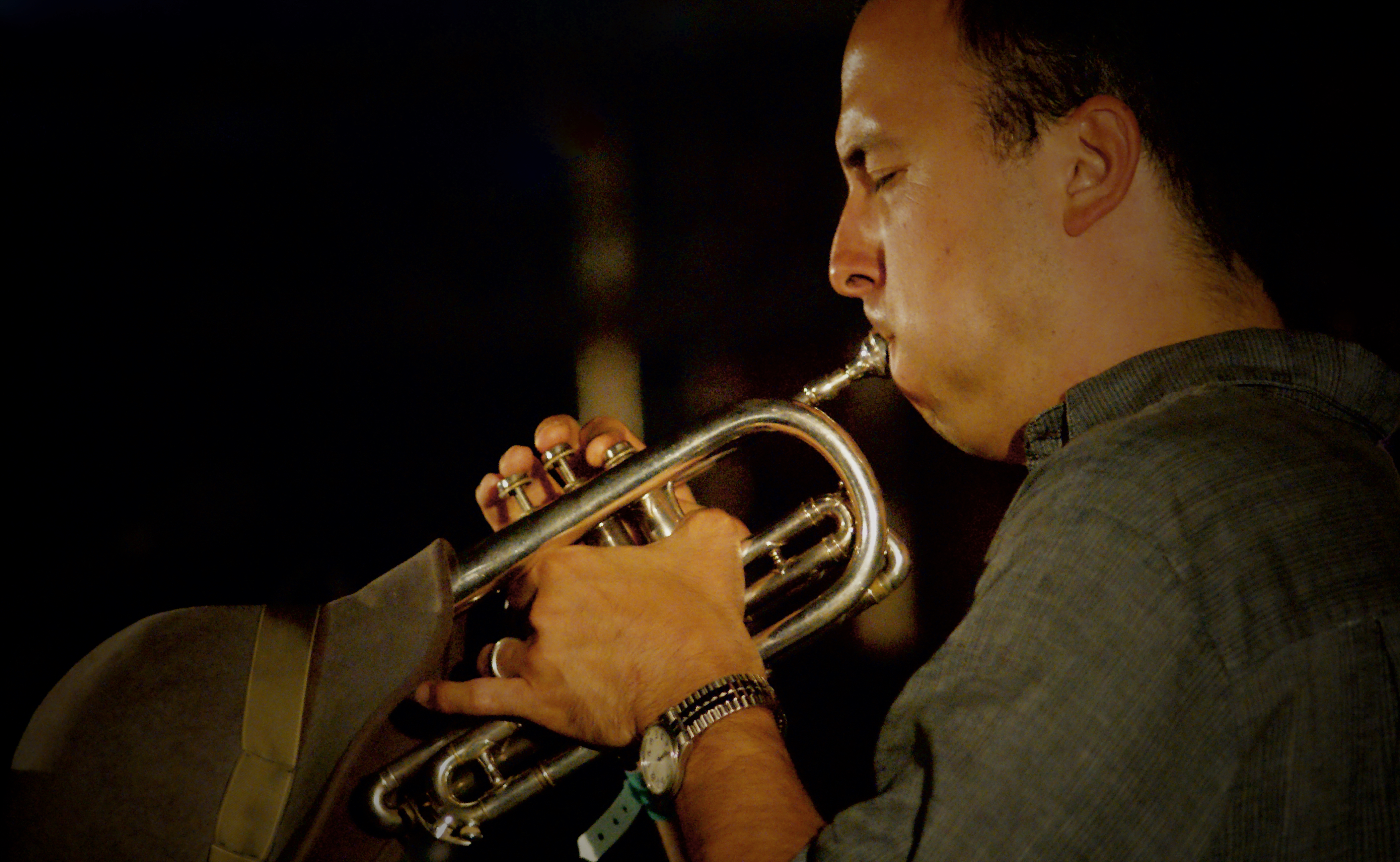
Taylor Ho Bynum (2011)

Aufgenommen 2008, sei dies Amados erste internationale Veröffentlichung gewesen, schrieb João Esteves da Silva (Daily Bandcamp), und man könnte es gleichzeitig als letztes Dokument seiner frühen Schaffensphase bezeichnen. Im Gegensatz zu seinen früheren Studioalben würde Searching for Adam längere Improvisationen (einige dauern über 20 Minuten) enthalten, die verschiedene Klanglandschaften mit unterschiedlicher Intensität durchqueren, oft ohne vorhersehbares Ziel. Der wohl faszinierendste Aspekt dieser Band liege im scharfen Kontrast zwischen Amado, einem vorwiegend melodisch orientierten (wenn auch kraftvollen) Musiker, und Ho Bynum, einem ausgesprochenen Klangforscher mit durchdringendem Ton und hochabstrakter Phrasierung. Hébert und Cleaver würden dabei eine ebenso solide wie kreative Rhythmusgruppe bilden.
Wie schon auf seinen vorherigen CDs „The Abstract Truth“ (European Echoes, 2009) und „Teatro“ (European Echoes, 2006) mit Paal Nilssen-Love und Kent Kessler offenbare Amado einen ausgeprägten Sinn für Improvisation, gepaart mit der Fähigkeit, einen Ensembleklang aus Komposition und Struktur zu erzielen, meinte Mark Corroto in All About Jazz. Das Quartett würde es geschickt verstehen, subtile Gefühlswechsel zu begleiten. Amados Saxophon ziehe die Mitspieler in den Bann und signalisiere den Abschluss der Musik. Alles sei augenblicklich komponiert und dabei vollkommen vollendet.